# Maria Patrizia Grieco
Maria Patrizia Grieco (Milano, 1º febbraio 1952) è una dirigente d'azienda italiana, presidente di Enel dal 2014 al 2020 e del Monte dei Paschi di Siena dal 2020 al 2023.

## Biografia

### Formazione e primi incarichi professionali in Italtel
Maria Patrizia Grieco si laurea in giurisprudenza presso l’Università Statale di Milano e nel 1977 avvia la sua carriera professionale in Italtel: nel 1994 viene nominata responsabile della direzione legale e affari generali, nel 1999 direttore generale e nel 2002 amministratore delegato.

### Siemens Informatica, Gruppo Value Team, Olivetti
Amministratore delegato di Siemens Informatica dal 2003 al 2006, successivamente passa sempre in qualità di AD al Gruppo Value Team (oggi NTT Data), divenendo anche partner di Value Partners. Nel 2008 viene nominata amministratore delegato di Olivetti, carica che ricopre fino al 2013. È, inoltre, presidente (dal 2011 al 2014)  e consigliere del Gruppo (dal 2014).

### La presidenza in Enel e altri incarichi
Maria Patrizia Grieco assume nel 2014 il ruolo di Presidente del Consiglio di Amministrazione di Enel, incarico che mantiene fino al 14 maggio 2020, quando viene sostituita da Michele Crisostomo.  Sempre nel 2014 viene nominata membro del CdA di Anima Holding, membro del Consiglio Direttivo di Assonime, di cui è anche Vice Presidente, e consigliere dell’Università Bocconi. Dal 15 aprile 2016 nel Consiglio di Amministrazione di Ferrari NV, fa parte anche del CdA di Amplifon. Tra il 2012 e il 2016 è stata amministratore di Fiat Industrial (oggi CNH Industrial). Dal 2017 al 2018 ha fatto parte del Consiglio di Amministrazione di Fondazione Arché Onlus. Dal 2021 è Presidente di Assonime, l'associazione fra le società italiane per azioni.

### La presidenza di Banca Monte dei Paschi di Siena
Il 18 maggio 2020 assume la carica di Presidente del Consiglio di Amministrazione di Banca Monte dei Paschi di Siena.

## Altri incarichi
Maria Patrizia Grieco ricopre attualmente anche i seguenti incarichi:
- Membro dell’Advisory Board di Save the Children (fino al 2017 del CdA)[12]
- Membro del comitato d’onore del premio Bellisario
- Presidente del Comitato Italiano Corporate Governance[13]
- Presidente di Enel Cuore Onlus fino al 2020, sostituita da Michele Crisostomo[14].

## Riconoscimenti
Nel 2000 è stata insignita del premio Bellisario, un riconoscimento alle donne che si sono distinte a livello nazionale e internazionale. Nel 2017 Maria Patrizia Grieco ha ricevuto un riconoscimento speciale nell’ambito della V Edizione del Premio Ambrogio Lorenzetti per il buon governo d’impresa. Nel 2018 è stata insignita del Premio Socrate, assegnato a personalità di spicco del panorama italiano. Il novembre del 2018 il CUOA Business School le ha conferito il Master Honoris Causa in Business Administration.